# Cừu Sarda
Sarda là một giống cừu bản địa của đảo Sardinia, Ý. Nó được nuôi ở khắp nước Ý, và ở các nước Địa Trung Hải khác, đặc biệt là ở Tunisia. Sarda được coi là một trong những giống cừu tốt nhất của Ý để sản xuất sữa cừu; hầu hết sữa của giống này được sử dụng để làm pho mát pecorino sardo. Sarda có khả năng thích nghi cao; nó có thể được lưu giữ trên vùng đất thấp hoặc trên địa hình miền núi, và phù hợp cho cả việc quản lý thâm canh và quản lý mở rộng hoặc du cư. Len của giống này trắng dài, thô được sử dụng để dệt thảm và các hàng hoá khác.
Vào cuối thế kỷ 19 và đầu thế kỷ 20, một số nỗ lực đã được thực hiện để cải thiện giống Sarda bằng cách lai giống này với các giống cừu Merino, Rambouillet, Barbaresca, Gentile di Puglia, Sopravissana và Vissana. Những thí nghiệm này luôn có tác động tiêu cực đến sản lượng sữa. Thí nghiệm gần đây đã được nhằm mục đích cải thiện cấu tạo của vú của giống này và làm cho nó phù hợp hơn cho vắt sữa cơ học.
Sarda là một trong mười bảy giống cừu Ý tự chế biến, trong đó một cuốn sách phả hệ được lưu giữ bởi Associazione Nazionale della Pastorizia, hiệp hội chăn nuôi cừu quốc gia Ý. Cuốn sách này được thành lập vào năm 1928. Tổng số cá thể giống được ước tính là 5.000.000, vào năm 2013 số cá thể giống này được ghi trong sách là 225,207.